# Mi Corrientes Porá
Mi Corrientes Porá es una popular canción folclórica litoraleña y una de las canciones más icónicas del chamamé, género difundido y cultivado en la provincia de Corrientes.
La letra de la canción pertenece al poeta argentino Lito Bayardo. La música, por su parte, pertenece al célebre músico y compositor paraguayo Eladio Martínez, compuesta en 1940 mientras incursionaba como músico en Argentina junto a otros artistas paraguayos entre 1931 y 1945, antes de su retorno definitivo a Paraguay.

## Canción
La canción es titulada de distintas formas: Mi Corrientes Porá, ¡Ah! Mi Corrientes Porá o Mi Corrientes Porã. La palabra "porá" en guaraní correntino o "porã" en guaraní paraguayo significa «lindo, bonito, bello, bien». La interjección ¡Ah! hace referencia a una típica expresión gaucha del norte argentino. Por su parte, la palabra "yvoty", que en la poesía original menciona "ivotí", significa «flor».

## Letra
¡Ah! Mi Corrientes porá, en donde te conocí
 correntinita yvoty, de labios color rubí
 Mi pena se hace canción, cuando te quiero soñar
 entonces el corazón, y el alma quieren cantar
 Yo nunca sabré porqué, ni como llegaste a mí
 en cambio no olvidaré la tarde que te perdí
 La tarde de nuestro adiós te dije en aquel cantar
 se queda mi corazón en mi Corrientes Porá
 Bajo el cielo azul te recordaré
 nunca te olvidé dulce amor de ayer
 Y en la soledad de mi noche cruel
 solo sé cantar cariñito fiel
 Si tienes alguna vez memoria de lo que fui
 acuérdate de un clavel y de una noche de abril
 Acuérdate de un jazmín, acuérdate dulce amor
 de un largo beso y después, dos lagrimas y un adiós
 No quiero decirte más, correntinita yvoty
 que yo me muero de amor, y que mi amor eres tú
 Y si no puedo tener la dicha de verte más
 que vivas siempre feliz en mi Corrientes Porá

## Intérpretes
Fue interpretado por numerosos artistas del litoral argentino. También es interpretado con ritmo de polka en Paraguay.
- Teresa Parodi y Ramona Galarza, Correntinas, 1993.
- Grupo Generación, Música Paraguaya, 1994.
- Soledad Pastorutti, Poncho al viento, 1996.
- Chaqueño Palavecino, Salteño viejo, 1997.
- Eladio Martínez, Compilación: Eladio El Grande Martínez, 2004.
- Los Alonsitos, Origen, 2004.